# Miss Hong Kong 2020
Miss Hong Kong 2020 será la 48a edición del concurso de belleza Miss Hong Kong, se realizará el 30 de agosto de 2020 en TVB City, Hong Kong, con difusión por TVB Jade Channel, 20:34 a 22:38 Tiempo Hong Kong de esta noche.

## Resultados
- Campeón: Lisa Tse (謝嘉怡)[1][2]
- Primera finalista: Celina Harto (陳楨怡)
- Segunda finalista: Rosita Kwok (郭柏妍)